# Brielse Maas

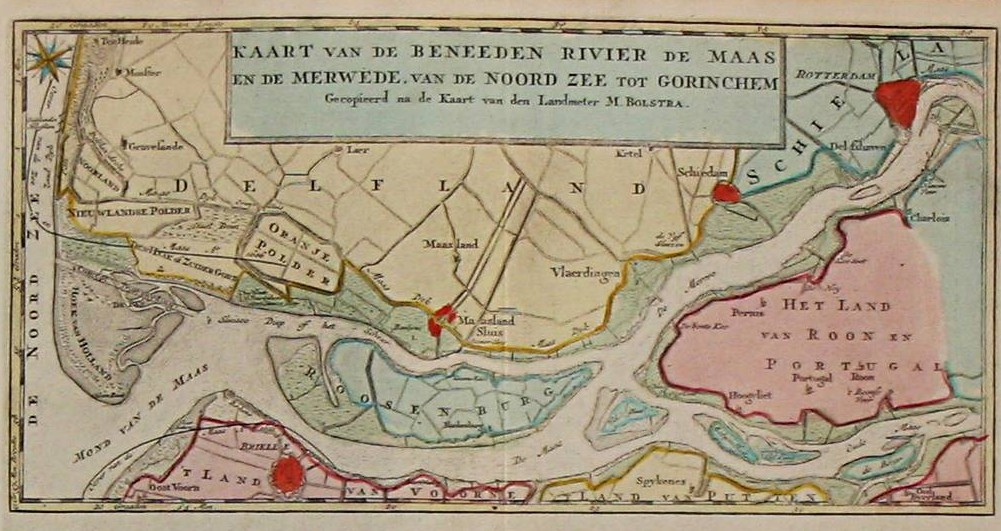
Maasmonding in 1769

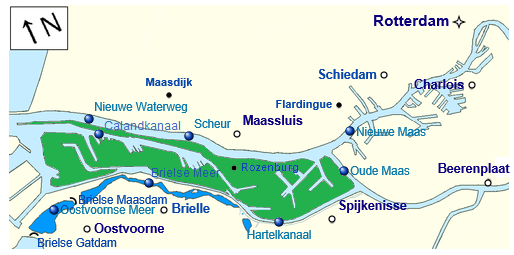
Donkerblauw is het restant van de Brielse Maas. Groen staat voor Rozenburg Eiland. Ten zuiden ervan liggen de plaatsen Oostvoorne (westen) en Brielle (oosten).

De Brielse Maas is een afgedamde rivier tussen de Noordzee en de Oude Maas. Het stadje Brielle, de naamgever, ligt aan de zuidoever. De Brielse Maas werd al afgedamd vóór de watersnood van 1953.
Oorspronkelijk was de Brielse Maas een onderdeel van de Nieuwe Maas: ter hoogte van de Vondelingenplaat kwamen de Oude Maas en de Nieuwe Maas samen en splitsten zich in de Brielse Maas en het Scheur. Het gebied tussen Scheur en Brielse Maas was het eiland Rozenburg.
De afdamming van de Brielse Maas was onderdeel van een uitgebreid plan om de eilanden Rozenburg, Voorne-Putten en Welplaat tot één waterstaatkundige eenheid te maken. Dit was noodzakelijk vanwege de schadelijke gevolgen van de toegenomen verzilting van het zoet water. De werken bestonden verder uit een dam in de Botlek, een kanaal door het gebied van de Hartel en een stelsel van schut, spui- en inlaatsluizen.
In 1949 begon men met de aanleg van een dam, de Brielse Maasdam over het 900 meter brede schor tegen de zuidzijde van het eiland Rozenburg. Tussen 14 april en 20 juni 1950 werd de dam op de diepere plaatsen met 75 kleine caissons uitgebouwd. Uiteindelijk bleef een zestig meter breed sluitgat over. Hier werd op 3 juli 1950 een Phoenix-caisson ingevaren.
Ook de achterliggende dam door de Botlek was op 20 juni 1950 met behulp van kleine caissons gesloten. Het hiertussen gelegen water heette vanaf dat moment Brielse Meer en is nu een groot zoetwaterbekken en recreatiegebied voor Rijnmond en omgeving. Het meer staat via sluizen bij Spijkenisse in verbinding met de Oude Maas, via de Bernisse kan zoetwater uit het Spui ingelaten worden. Op 26 april 1951 stelt koningin Juliana de sluizen bij Spijkenisse in werking en daarmee is de afsluiting van de Brielse Maas voltooid.